# 丹尼尔陨石坑
丹尼尔陨石坑（Daniell）是月球正面位于梦湖东南部的一座小撞击坑，其名称取自英国物理学家及化学家约翰·弗雷德里克·丹尼尔(1790年–1845年)，1935年被国际天文联合会批准接受。

## 描述

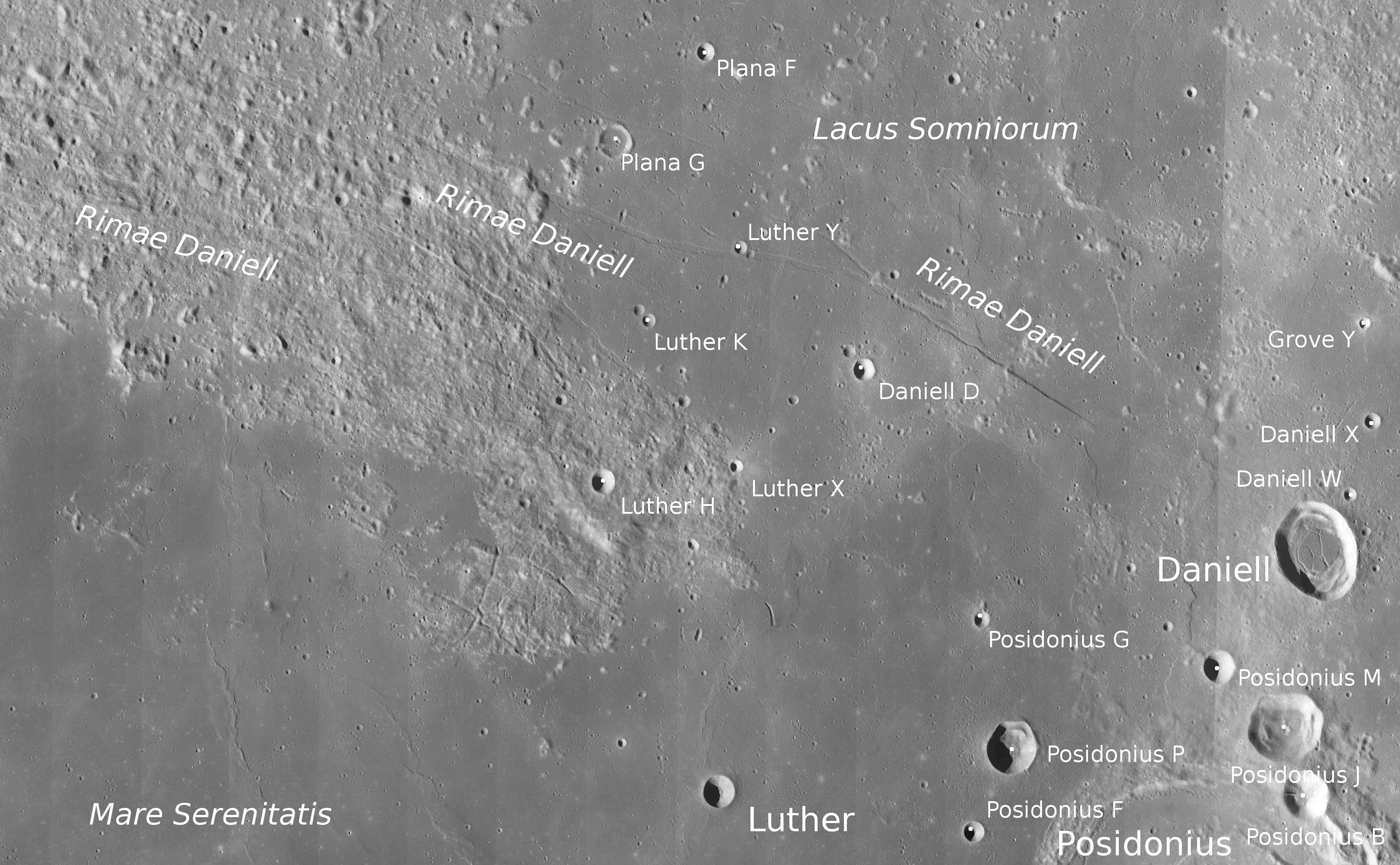
丹尼尔陨石坑的周边，月球勘测轨道飞行器拍摄。

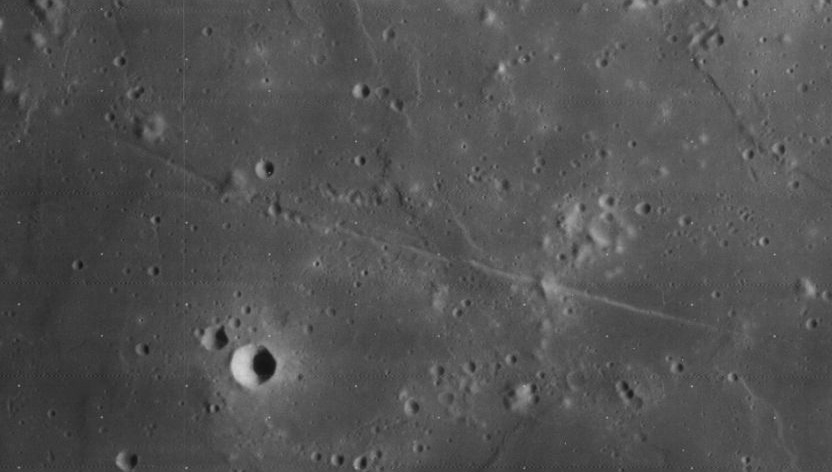
月球轨道器4号拍摄的丹尼尔月溪

该陨坑西北偏北及北部分别毗邻较大的普拉纳陨石坑和梅森环形山，东北偏北和东南分别靠近霍尔陨石坑及乔·邦德陨石坑，古老的波希多尼环形山和路德陨石坑则横亘在它的南面及西南偏南。此外，丹尼尔陨石坑西面濒临澄海、北面坐落了梦湖，细长的丹尼尔月溪（Rimae Daniell）位于它的西北，而东南则蜿蜒着全长150公里的乔·邦德月溪。该陨坑中心月面坐标为35°18′N 31°06′E / 35.3°N 31.1°E，直径28.20公里，深度约1.972公里。
丹尼尔陨石坑外观呈卵状，西北偏北-东南偏南向更长，虽然南侧端显示有部分坍塌，但大部分坑壁仍峻峭、完整，未受到明显的磨损侵蚀。陨坑内壁较为陡峭，沿西北偏北段和东南偏南段显示有阶地结构，而南侧内坡底则分布有岩屑堆，该陨坑最大高出周边地形890米，内部容积约532.91立方千米。坑内地表相对平坦，表面交织着一些网状的裂纹，但没有中央峰，且反照率低于周边地形。

## 卫星陨石坑
按惯例，通过在靠近丹尼尔陨石坑的小陨坑中心点旁放置字母，而在月球图上对它们进行标记。
| 丹尼尔 | 纬度     | 经度     | 直径     |
| ------ | -------- | -------- | -------- |
| D      | 37.05° N | 25.85° E | 5.81公里 |
| W      | 35.93° N | 31.55° E | 3.58公里 |
| X      | 36.06° N | 31.81° E | 4.42公里 |

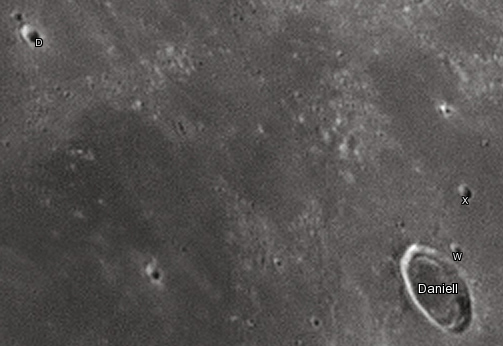
卫星坑图

- 卫星坑丹尼尔 D已被月球和行星观测协会（ALPO）列入《带有明亮射纹系统的撞击坑列表》)[4]。

## 另请参阅
- 伍德, 恰克. . Lunar Photo of the Day. 2006-10-27  [2006-10-27]. （原始内容存档于2007-09-29）.

- 安德森, L. E.; 惠特克, E. A. . NASA RP-1097. 1982.
- 布鲁, 珍妮弗. . USGS. 2007年7月25日  [2007-08-05]. （原始内容存档于2019-12-13）.
- 伯西, B.; 斯普蒂斯, P. . 纽约: 剑桥大学出版社. 2004. ISBN 978-0-521-81528-4.
- 库克斯, 以利亚 E.; 库克斯, 约西亚 C. . 都铎出版社. 1995年. ISBN 978-0-936389-27-1.
- 麦克道尔, 乔纳森. . 乔纳森的太空报告. 2007年7月15日  [2007-10-24]. （原始内容存档于2019-06-21）.
- 门泽尔, D. H.; 米纳尔, M.; 莱文, B.; 多尔菲斯, A.; 贝尔, B. . Space Science Reviews. 1971, 12 (2): 136–186. Bibcode:1971SSRv...12..136M. doi:10.1007/BF00171763.
- 穆尔, 帕特里克. . 斯特林出版公司. 2001. ISBN 978-0-304-35469-6.
- 普利斯, 弗雷德 W. . 剑桥大学出版社. 1988年. ISBN 978-0-521-33500-3.
- Rükl, Antonín. . Kalmbach Books. 1990. ISBN 978-0-913135-17-4.
- Webb, Rev. T. W.  6th revised. Dover. 1962. ISBN 978-0-486-20917-3.
- Whitaker, Ewen A. . Cambridge University Press. 1999. ISBN 978-0-521-62248-6.
- Wlasuk, Peter T. . Springer. 2000. ISBN 978-1-85233-193-1.